# Ottavi Ferenc
Ottavi Ferenc, Francesco Ottavi (Budapest, 1910. október 26. – ?) olasz származású labdarúgó, csatár. Testvére is labdarúgó volt. A sportsajtóban Ottavi I néven volt ismert.

## Sikerei, díjai
- Magyar bajnokság
  - 2.: 1932–33
- Magyar kupa
  - győztes: 1932